# NSU 6/60 PS Kompressor
Der NSU 6/60 PS Kompressor war der zweite Wagen, den die Neckarsulmer Fahrzeugwerke Aktiengesellschaft nur für den Renneinsatz bauten. Dieses Fahrzeug wurde vollkommen neu entwickelt und war das erste Sechszylindermodell des Herstellers. Es löste den 5/15 PS Kompressor ab und wurde in den Jahren 1925 und 1926 gebaut.

## Technik
Der Motor war ein Sechszylinder-Reihenmotor mit einem Hubraum von 1482 cm³ (Bohrung × Hub = 59,1 mm × 90 mm), seitlich stehenden Ventilen in einem L-Zylinderkopf und einem Roots-Kompressor. Er leistete 60 PS (44 kW) bei 3800/min. Der Motor hatte Druckumlaufschmierung und Magnetzündung mit automatischer Zündverstellung. Die Kurbelwelle war vierfach gelagert. Die Kraft wurde über eine Ölbad-Lamellenkonuskupplung, ein separates Vierganggetriebe mit Mittelschaltung und eine Kardanwelle auf die Hinterräder übertragen. Der Roots-Kompressor wurde über das Getriebe angetrieben. Die Kegelräder des Differentials waren spiralverzahnt. Der Radstand des Wagens betrug 2850 mm, seine Spurweite 1250 mm und sein Gewicht: 830 kg. Die Höchstgeschwindigkeit lag bei ca. 175 km/h.

## Renneinsätze
1925 nahm NSU mit dem Prototyp dieses Wagens am Internationalen Taunus-Rennen teil und errang den Gesamtsieg des 450 km langen Rennens. Fahrer war August Momberger. Ein Jahr später beim Großen Preis von Deutschland auf der AVUS in Berlin erzielte NSU einen Vierfachsieg in der Klasse bis 1500 cm³. Klassensiege wurden 1926 auch in etlichen anderen Rennen, z. B. an der Solitude in Stuttgart, errungen. Damit war der 6/60 PS Kompressor der erfolgreichste Rennwagen der NSU-Werke.

## Serienfahrzeuge
Aus dem 6/60 PS Kompressor wurde 1928 das erste Sechszylinder-Serienfahrzeug des Herstellers entwickelt, der 6/30 PS.

## Weiterer Verbleib
Einer der AVUS-Rennwagen von 1926, Nr. 32, wurde später an einen Privatmann in Berlin verkauft, der ihn mit einer Beleuchtungsanlage versehen ließ und 1932 zum Straßenverkehr zuließ. Noch vor dem Zweiten Weltkrieg zerlegte er das Fahrzeug in der Absicht, es zu restaurieren. In diesem Zustand fanden es 1945 sowjetische Soldaten vor, die es eigentlich für ihre Armee requirieren wollten. Sie erkannten aber, dass sie wohl außerstande gewesen wären, es wieder zusammenzusetzen, und so verblieb die „Teilesammlung“ in Deutschland. Ende Dezember 1965 veräußerte der Besitzer das inzwischen restaurierte und wieder zusammengebaute Fahrzeug an das Werk und erhielt dafür einen fabrikneuen NSU Typ 110. Heute steht der Wagen abwechselnd im Audi Forum Neckarsulm und im „museum mobile“ in Ingolstadt.